# Varjão
Varjão là một đô thị thuộc bang Goiás, Brasil. Đô thị này có diện tích 519,029 km², dân số năm 2007 là 3589 người, mật độ 6,9 người/km².